# Contrôle général économique et financier
 (mars 2023).
Le Contrôle général économique et financier (CGEFi, parfois typographié CGefi) est une administration française dépendant du ministère de l'Économie et des Finances. Il est principalement chargé d’exercer, pour le compte de l’État, le contrôle économique, financier ou budgétaire de divers organismes publics et parapublics. Il réalise par ailleurs des missions de conseil et d’évaluation sur saisine des ministres chargés de l’économie et du budget, et disposait jusqu’en 2022 d’une compétence d’audit. Il est, avec l’inspection générale des finances (IGF), l’un des deux services d’inspection générale et de contrôle à disposition des ministres de l’Économie et des Finances.
Le service est issu de la fusion, en 2005, de quatre services d’inspection relevant du ministère de l’économie et des finances et des corps correspondants : les contrôleurs de l’État, les contrôleurs financiers, l’inspection générale de la production industrielle et l’inspection générale des postes et télécommunications. Dans le cadre de la réforme de l’encadrement supérieur de la fonction publique française de 2021-2023, l’ancien corps du contrôle général économique et financier, auquel appartenaient les membres du CGEFi, est supprimé à compter de 2023. Les membres du service y sont désormais recrutés par détachement et pour une durée limitée, et ne relèvent plus d’un corps spécifique.

## Histoire
Le Contrôle général économique et financier, créé en 2005, est l'héritier de quatre corps d'inspection,.

### Contrôleurs d'État
L'un des corps absorbés est le contrôle d'État, institué par deux décrets d'octobre 1935 : 
- le décret du 25 octobre 1935 instituant le contrôle financier des offices et établissements autonomes de l'État ;
- le décret du 30 octobre 1935 organisant le contrôle d'État sur les sociétés, syndicats et associations ou entreprises de toute nature ayant fait appel au concours financier de l'État.

Ces fonctionnaires sont alors appelés « contrôleurs financiers ».
À la fin de la Seconde guerre mondiale, une ordonnance du 23 novembre 1944 crée un corps de contrôleurs d'État pour assurer ces missions. Leur statut est fixé par un décret du 30 octobre 1945.
Le décret no 55-733 du 26 mai 1955 relatif au contrôle économique et financier prévoit que ce contrôle est organisé selon les organismes soit par un contrôleur d'État, soit par une mission de contrôle dirigée par un contrôleur d'État ou un autre haut fonctionnaire ayant les mêmes pouvoirs. Des experts-comptables pouvaient être amenés à les aider[source secondaire souhaitée].

### Contrôleurs financiers
Le nouveau corps des contrôleurs financiers est créé par le décret no 56-81 du 23 janvier 1956. Ces fonctionnaires prennent la suite des « contrôleurs des dépenses engagées » qui avaient été créés en 1925. Les contrôleurs financiers étaient chargés de diriger les services ministériels des engagements de dépenses et assuraient aussi, aux côtés des contrôleurs d'État, une part du contrôle financier défini par les décrets de 1935, ainsi que les articles 6 et 7 de la loi du 14 janvier 1943 sur les organismes subventionnés par l'État.
Le corps des contrôleurs financiers était un « corps de débouché » au sens où il ne comportait que des fonctionnaires justifiant déjà d'une expérience certaine, d'un minimum de 10 ans. Les contrôleurs d'État, des magistrats de la Cour des comptes ou des inspecteurs des finances pouvaient devenirs contrôleurs financiers[source secondaire souhaitée].

### Inspecteurs généraux de la production industrielle
L'inspection générale de la production industrielle est instituée par un décret du 12 février 1943. Cette inspection est réorganisée par trois décrets du 13 janvier 1947, puis par le décret no 47-2241 du 19 novembre 1947 sous le nom d'inspection générale de l'industrie et du commerce. Ce corps est ouvert à des profils administratifs ou d'ingénieurs en milieu de carrière. L'inspection joue alors le rôle d'un service ministériel d'inspection du ministère de l'Industrie et du Commerce.

### Inspecteurs généraux des postes et télécommunications
Ce corps est créé par un décret du 26 février 1941 sous le nom d'inspection générale des Postes, télégraphes et téléphones. Ces cadres étaient chargées de fonction de surveillance, d'administration de personnel, ou encore de fonctions de direction de service ou de gestion des personnels des PTT. Le corps prend le nom d'inspecteurs généraux des postes et télécommunications par le décret no 64-142 du 13 février 1964. À partir de 1991, ils peuvent travailler soit au ministère chargé des postes, soit à La Poste, soit à France Télécom.

### Création du service et du corps du contrôle général économique et financier en 2005
Le service du CGefi est né en 2005 de la fusion de quatre corps d’inspection et de contrôle (le contrôle d’État, le contrôle financier, l’inspection générale de l’industrie et du commerce, l’inspection générale des postes et télécommunications). Cette fusion de 2005 a également conduit à la création d’un corps de fonctionnaires, les contrôleurs généraux économiques et financiers.
En 2008, il reprend les attributions du service de l’inspection générale du tourisme supprimé par le décret du 3 août 2008. 

### Réforme de la haute fonction publique de 2021-2023
Entre 2022 et 2023, le service et le statut de ses membres connaissent des transformations dans le cadre de la réforme de l’encadrement supérieur de la fonction publique de l’État menée depuis 2021.
En juin 2022, le CGefi est recentré sur le contrôle des organismes du secteur public. Les effectifs de la mission des audits sont transférés à l'inspection générale des finances pour former un nouveau « pôle audit » de cette structure. Les missions Conseil et évaluation et simplification sont supprimées à la même date. Outre les dispositions générales applicables à tous les services de contrôle, le service est régi par le décret no 2022-1600 du 21 décembre 2022 et par un arrêté d’organisation du même jour.
Par ailleurs, le corps du contrôle général économique et financier est mis en extinction à compter du 1er janvier 2023 sous l’effet du décret créant le corps des administrateurs de l’État, en même temps que la plupart des corps administratifs d’encadrement supérieur de l’État (préfets et sous-préfets, conseillers des affaires étrangères, administrateurs des finances publiques, inspections générales). Les membres du corps placés en extinction disposent, pendant l’année 2023, d’un droit d’option leur permettant d’intégrer le corps des administrateurs de l’État. Comme pour les autres fonctions correspondant auparavant à des corps placés en extinction à l’occasion, les emplois de contrôleur ou de contrôleur général ont vocation à compter de cette date à être pourvus par des administrateurs de l’État et des agents (y compris contractuels) de niveau comparable recrutés par la voie du détachement sur un emploi fonctionnel.

## Organisation
Les membres du corps étaient recrutés parmi les agents issus des corps auxquels donnait accès l'École nationale d'administration, ayant au moins atteint l'échelle lettre A, ou parmi les personnes ayant exercé des fonctions de directeur général, directeur, chef de service, sous-directeur ou chef de projet des administrations de l'État.
Avec la réforme de l'encadrement supérieur de l'État, ce corps est placé en extinction à compter de 2023.
Le chef du Contrôle général économique et financier dirige.
En 2022, le CGEFi compte environ 200 agents, dont 28 chefs de mission de contrôle.
Un comité stratégique, présidé par le secrétaire général des ministères économiques et financiers, fixe les objectifs du service et donne son avis sur les affectations des  personnels au sein des missions.
Comprenant initialement des représentants des directeurs généraux et de chefs de services de ces ministères, il est réduit, avec la réforme de 2022, au directeur du budget et au directeur général de l'Agence des participations de l'État.

## Missions
Le contrôle général économique et financier assure des missions globales de contrôle dans le domaine économique, financier ou industriel. Ses membres assurent les missions de contrôle financier d'établissements publics administratifs ou d'organismes divers financés totalement ou principalement par l'État. Ils peuvent se voir confier d'autres missions par les ministres dont ils dépendent.
Les textes fixant le statut d'organismes publics ou parapublics peuvent prévoir la participation d'un membre du contrôle général à leur conseil d'administration ou de surveillance.